# Асаны (Гродненская область)
Асаны́ (бел. Асаны́, пол. Asany) — деревня в Сморгонском районе Гродненской области Белоруссии.
Входит в состав Кревского сельсовета.
Расположена на юге Ошмянской возвышенности в южной части района в лесу Кревщина. Расстояние до районного центра Сморгонь по автодороге — около 28,5 км, до центра сельсовета агрогородка Крево по прямой — чуть более 5 км. Ближайшие населённые пункты — Войневичи, Понарка, Татарщина. Площадь занимаемой территории составляет 0,2090 км², протяжённость границ 2630 м.
Согласно переписи население Асанов в 1999 году насчитывало 19 человек.
Через деревню проходит грунтовая автомобильная дорога местного значения Н6731 Войневичи — Асаны.
К югу от деревни находятся остатки усадьбы предположительно начала XX века и кладбище времён Первой мировой войны с памятником немецким солдатам. Также, к западу от Асанов находится памятник природы — «Большой камень» асановский.